# Адеймант
Адеймант из Коллита (греч. Ἀδείμαντος; около 432 г. до н. э. — 382 г. до н. э.) — брат древнегреческого философа Платона. Играет важную роль в диалоге Платона «Государство», упоминается в его диалогах «Апология Сократа» и «Парменид».

## Биография
Родился в семье, имевшей аристократическое происхождение. Род его отца, Аристона из Коллита (465—424), восходил, согласно легендам, к последнему царю Аттики Кодру, а предком матери, Периктионы, был афинский реформатор Солон.
Его братьями были Главкон и Платон, сестрой — Потон, также у него был сводный брат Антифон, который упоминается в «Пармениде» Платона.
Адеймант по легенде мог проследить свою родословную от бога морей Посейдона через мифического Кодра.
В диалоге «Государство» Платоном отмечена его забота об образовании. Адеймант также озабочен счастьем слуг в идеальном городе. Он задаётся вопросом: «будут ли они жить хорошей жизнью, владея малым личным имуществом или вообще не имея его?» Адеймант часто ассоциируется с жадностью и любовью к деньгам. В целом Адеймант производит впечатление более осторожного, более трезвомыслящего, но менее изобретательного человека, чем его брат Главкон, другой главный собеседник Сократа в последних девяти книгах «Государства».